# Nuevo Jericó
Nuevo Jericó är en ort i Mexiko.   Den ligger i kommunen Palenque och delstaten Chiapas, i den sydöstra delen av landet, 800 km öster om huvudstaden Mexico City. Nuevo Jericó ligger 357 meter över havet och antalet invånare är 506.
Terrängen runt Nuevo Jericó är kuperad åt sydost, men åt nordväst är den platt. Runt Nuevo Jericó är det glesbefolkat, med 16 invånare per kvadratkilometer. Närmaste större samhälle är Cristóbal Colón, 11,3 km nordväst om Nuevo Jericó. I omgivningarna runt Nuevo Jericó växer i huvudsak städsegrön lövskog.